# (4894) Ask
(4894) Ask es un asteroide perteneciente al cinturón de asteroides, descubierto el 8 de septiembre de 1986 por Poul Jensen desde el Observatorio Brorfelde, Holbæk, Dinamarca.

## Designación y nombre
Designado provisionalmente como 1986 RJ. Fue nombrado Ask en honor a Ask, el primer hombre, que según la mitología nórdica, fue creado por Odín y sus dos hermanos, Vili y Ve, de un fresno.

## Características orbitales
Ask está situado a una distancia media del Sol de 2,173 ua, pudiendo alejarse hasta 2,598 ua y acercarse hasta 1,748 ua. Su excentricidad es 0,195 y la inclinación orbital 2,638 grados. Emplea 1170 días en completar una órbita alrededor del Sol.

## Características físicas
La magnitud absoluta de Ask es 13,4. Tiene 5,018 km de diámetro y su albedo se estima en 0,279.